# Pandemia de COVID-19 nas Ilhas Turcos e Caicos
Este artigo documenta os impactos da pandemia de COVID-19 nas Ilhas Turcos e Caicos e pode não incluir todas as principais respostas e medidas contemporâneas.

## Cronologia

### Março de 2020
Em 23 de março, o primeiro caso foi confirmado. Em 27 de março, a Força Policial das Ilhas Turcas e Caicos emitiu uma nota de obrigatoriedade de estadia em casa e um toque de recolher. Os infratores da ordem estavam sujeitos a multas, prisão e confisco de veículos.

### Abril de 2020
Em 5 de abril foi confirmada a primeira morte, um homem que havia viajado recentemente para os Estados Unidos. Em 17 de abril, o Reino Unido enviou três lotes de suprimentos médicos para as Ilhas. Em 18 de abril, um paciente transferido das Ilhas para a Jamaica por estar em estado grave, testou positivo para o vírus. Em 24 de abril, foi anunciado que as Ilhas teriam a capacidade de testar o Covid-19 localmente e foram iniciaram testes generalizados. As amostras foram encaminhadas à Agência de Saúde Pública do Caribe.

### Maio de 2020
A partir de 1º de maio, os moradores receeriam um vale-refeição de US$ 200 por um período de três meses. Em 12 de maio, o número de casos ativos era zero. Uma pessoa responsável pela contagem deixou as Ilhas.

## Reações governamentais
A partir de 20 março, inicialmente até 20 abril, com o prazo posteriormente estendido, todas as escolas foram fechadas. O Ministério da Saúde também promulgou a seção 18 do Regulamento 2020 dos Poderes de Emergência (COVID-19), tornando uma ofensa criminal espalhar ou disseminar informações não verificadas ou falsas sobre o vírus, seja a fonte direta ou não da informação.

Os navios de cruzeiro foram proibidos com o único porto da ilha de Grand Turk fechado até 30 de junho. Todos os aeroportos, portos, praias, restaurantes e outras empresas estão fechados até 4 de maio.